# 蘇拉威西異齒䲁
蘇拉威西異齒䲁（學名：Ecsenius caeruliventris），又稱蘇拉威西無鬚䲁，為輻鰭魚綱鳚形目䲁科異齒䲁屬的一種，分布於西太平洋印尼蘇拉威西東北部海域，深度1至15公尺，本魚體延長，稍側扁，似圓柱狀，頭鈍短，前鼻孔具一鼻鬚，無眼上鬚及頸鬚，後犬齒，兩側各一個，眼睛凸出，有一條深色條紋從眼眶邊緣向後延伸穿過頭部，深色的眶後條紋在腹部與一條明亮的白色條紋接壤，身體為淡黃色，腹部藍色，體長可達2.4公分，棲息在珊瑚礁，雌魚產附著性卵，雄魚有護卵行為，幼魚為浮游性，生活習性不明。